# Kilian Le Blouch

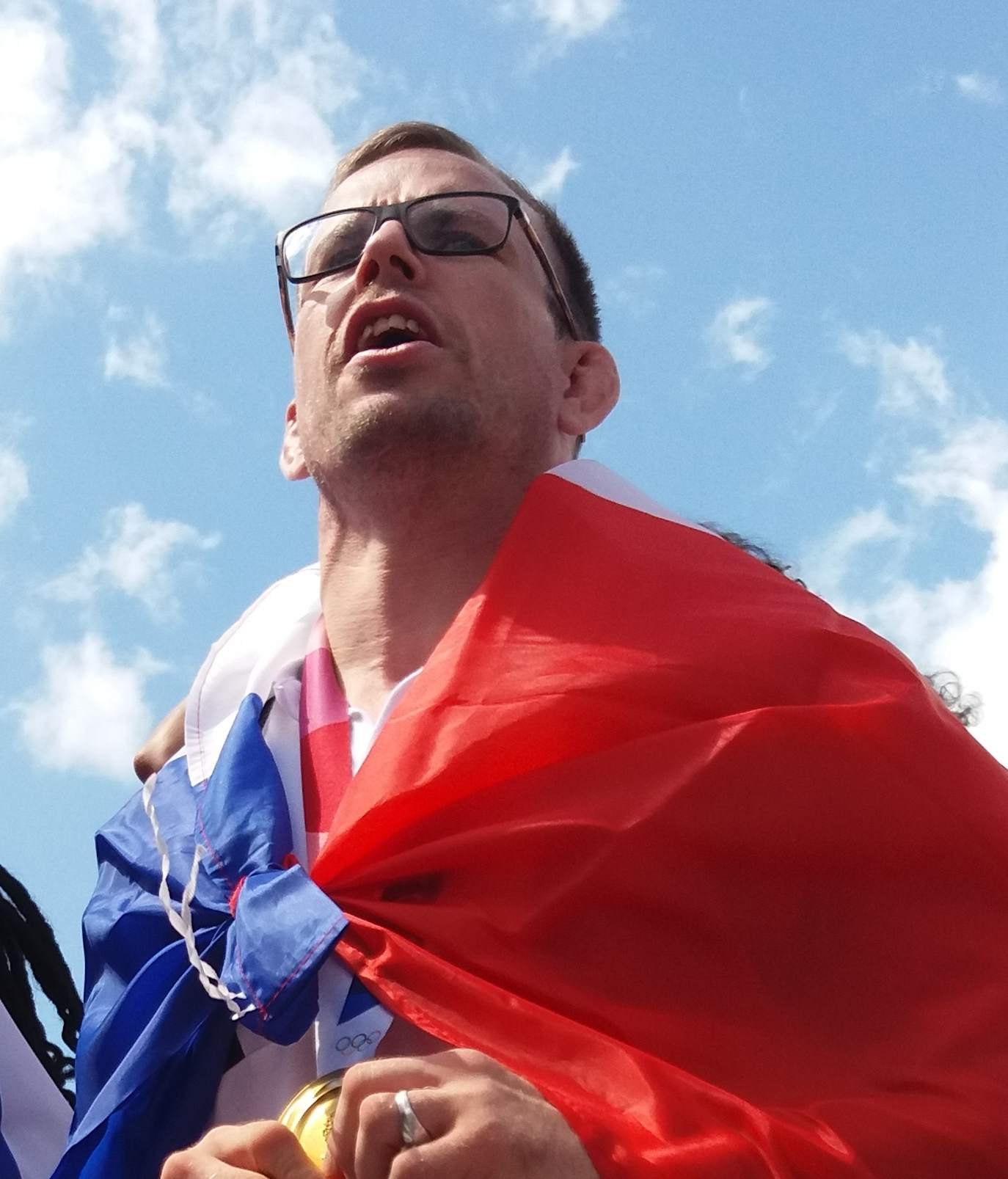
Kilian Le Blouch (2021)

Kilian Le Blouch (* 7. Oktober 1989 in Clamart) ist ein französischer Judoka. Er war 2020 Europameisterschaftsdritter.

## Sportliche Karriere
Der 1,71 m große Kilian Le Blouch startet meist im Halbleichtgewicht, der Gewichtsklasse bis 66 Kilogramm. 2011 war er Dritter der U23-Europameisterschaften. 2012 und 2014 war er französischer Meister. 2016 nahm er in Kasan erstmals an Europameisterschaften teil, schied aber in seinem Auftaktkampf gegen den Russen Anzaur Ardanow aus. Bei den Olympischen Spielen 2016 in Rio de Janeiro bezwang er in seinem ersten Kampf den Briten Colin Oates und schied dann im Achtelfinale gegen den Südkoreaner An Ba-ul aus.
Bei den Weltmeisterschaften 2017 schied Le Blouch im Achtelfinale gegen den Ukrainer Heorhij Santaraja aus. Im Jahr darauf unterlag er in seinem Auftaktkampf bei den Europameisterschaften 2018 dem Italiener Matteo Medves. Im März 2019 siegte Le Blouch beim Grand-Slam-Turnier in Jekaterinburg. Die Europameisterschaften 2019 wurden im Rahmen der Europaspiele 2019 in Minsk ausgetragen. Le Blouch schied in seinem Auftaktkampf gegen den Georgier Bagrat Niniaschwili aus, gewann aber eine Bronzemedaille mit dem Mixed Team. Seine erste internationale Medaille in einem Einzelwettbewerb gewann Le Blouch bei den Europameisterschaften 2020 in Prag. Nachdem er im Viertelfinale gegen den Georgier Wascha Margwelaschwili verloren hatte, erreichte er den dritten Platz mit Siegen in der Hoffnungsrunde über den Spanier Daniel Pérez und den Serben Strahinja Bunčić. Nach seinem siebten Platz bei den Weltmeisterschaften 2021 schied er bei den Olympischen Spielen in Tokio im Achtelfinale gegen den Japaner Hifumi Abe aus.